# Nanook (gruppo musicale)
I Nanook sono un gruppo pop-rock groenlandese formato dai fratelli Christian e Frederick Elsner nel 2008. Il nome si riferisce al mitologico orso groenlandese.
Hanno pubblicato il loro album di debutto nel 2009, "Seqinitta Qinngorpaatit" ("Il nostro sole sta splendendo su di te"). Hanno vinto il premio per il "Migliore album" al Greenland Music Awards nel 2010 e ancora nel 2014. Hanno suonato al Roskilde Festival nel 2019.
I testi dei Nanook sono in groenlandese. Hanno rifiutato un'offerta dalla Sony perché la compagnia voleva che iniziassero a cantare in inglese. Il loro stile musicale è indie rock dolce e melodico.
Christian e Frederick sono per metà inuit e per metà danesi. Sono originari della Groenlandia meridionale ma si sono trasferiti a Nuuk nel 2001. Gestiscono la Atlantic Music a conduzione familiare, una casa discografica e un negozio al dettaglio di strumenti musicali.
Sono il gruppo musicale più popolare della Groenlandia. Nel 2010 hanno venduto 5.000 album, il che significa che un groenlandese su dieci ne ha comprato una copia.